# Villa Rustica (Whittington Court)
Die Villa Rustica bei Whittington Court ist ein ehemaliger römischer Gutshof (Villa rustica) auf der Gemarkung von Sandhurst in der Grafschaft Gloucestershire, im Südwesten Englands.
Die Villa liegt an einem Abhang östlich des Whittington Brook, eines Baches. In der Antike lag sie in der römischen Provinz Britannia (Britannien, seit dem vierten Jahrhundert Britannia prima) etwa 15 Kilometer nördlich von Corinium Dobunnorum, dem modernen Cirencester, der Provinzhauptstadt im vierten nachchristlichen Jahrhundert.
1947 wurden in Kaninchenbauen Mosaiksteine gefunden, die auf antike Reste vor Ort aufmerksam machten. Ausgrabungen fanden in den Jahren 1948 bis 1950 statt. Es wurde nur ein Teil der Villenanlage ausgegraben.
Es konnten drei Bauphasen unterschieden werden. Aus dem zweiten Jahrhundert stammen die Reste eines kleinen Bades. Der dazugehörige Wohntrakt wurde nicht lokalisiert. Im zweiten Viertel des vierten Jahrhunderts wurde das Bad in eine Villa integriert. Diese Villa war in etwa quadratisch mit einem Portikus auf der Südostseite. Der Portikus wurde von Eckrisaliten geflankt. Der südliche hatte eine Apsis. Die meisten Räume erhielten in dieser Phase geometrische Mosaiken. Etwas später, in einer dritten Phase, wurde das Bad zu einer Küche und zu Wohnräumen umgebaut. Eine Besonderheit dieser Phase ist ein einzelner freistehender Raum, der mit dem Rest der Villa durch einen Gang verbunden war. Zahlreiche Räume hatten Hypokausten.
Die Villa war bis in das frühe fünfte Jahrhundert in Benutzung. Es gibt Funde, die die Anwesenheit von Angelsachsen bezeugen. Die Stelle der Villa war auch im Mittelalter besiedelt. Die meisten vor Ort gefundenen Münzen datieren in das vierte Jahrhundert.